# Verkiezingen voor het Europees Parlement 2024/Kandidatenlijst/BVNL
De kandidatenlijst voor de Europese Parlementsverkiezingen 2024 van de lijst Belang Van Nederland (BVNL) (lijstnummer 18) is na controle door de Kiesraad als volgt vastgesteld:
1. van Haga,  W.R. (Wybren) (m),  Haarlem - 19.502 stemmen
2. van Aalst,  R.R.  (Roy) (m),  Hengelo (O) - 550
3. Dercksen,  R.G.J.  (René) (m),  Bosch en Duin - 203
4. Vulders,  S.  (Stefanie) (v),  Oisterwijk - 928
5. Elens,  R.B.  (Rob) (m),  Venray - 554
6. Tjoa,  K.  (Kim) (m),  Oisterwijk - 135
7. van Erp,  G.J.A.  (Gerard) (m),  Bonaire - 144
8. Durlacher,  F.  (Frederique) (v),  Hilversum - 184
9. Burggraaf,  B.W.  (Bart) (m),  Voorschoten - 161
10. Manders,  T.T.A.J.  (Toine) (m),  Maarheeze - 269
11. van den Broek,  F.M.  (Joyce) (v),  Amsterdam - 214
12. de Kok,  A.  (Arjan) (m),  Noordeinde Gld - 188

GROENLINKS / Partij van de Arbeid (PvdA) ·
VVD · 
CDA - Europese Volkspartij · 
Forum voor Democratie ·
D66 ·
Partij voor de Dieren ·
50PLUS ·
PVV (Partij voor de Vrijheid) ·
JA21 ·
NL PLAN EU  ·
ChristenUnie ·
Staatkundig Gereformeerde Partij (SGP) ·
BBB ·
Meer Directe Democratie ·
SP (Socialistische Partij) ·
vandeRegio ·
Volt Nederland ·
Belang Van Nederland (BVNL) ·
NSC ·
Piratenpartij - De Groenen ·